# Cosa (Friedland)
Cosa ist ein Ortsteil der Stadt Friedland im Landkreis Mecklenburgische Seenplatte in Mecklenburg-Vorpommern.

## Geschichte

### Ersterwähnung
Im Jahre 1338 veräußerten die Angehörigen der pommerschen Uradelsfamilie von Manteuffel eine Hebung aus Cosa und Brohm an die Priesterbruderschaft zu Friedland. Dies ist faktisch die Ersterwähnung von Cosa. 1496 gab es im Ort wohl fünfundzwanzig Bauern. Die weitere Historie umschreibt Sabine Bock in ihrem Grundwerk zu den mecklenburgischen Herrenhäusern und Gutsdörfern. Die Anzahl der Bauern und Kossäten verringerte sich. Und so gelangte die Ortschaft als Gemarkung als Pfand an die Familie von Rieben auf Galenbeck. Aus dem Pfand entwickelte sich ein erblicher Besitz.

### Gutsdorf
Cosa gehörte dann zum Gutsbereich Brohm. 1637 war Wedigo von Rieben der Besitzer, der nach dem Dreißigjährigen Krieg auch als Deputierter der Ritterschaft des Landes Stargard fungierte. Der Gutsherr gab seine Söhne auf das benachbarte Gymnasium in Friedland. Dorthin gingen auch die Söhne der Nachbargüter. Später gewinnen die gesondert gegründeten Adelsinternate und Standesschulen an Bedeutung. So war später unter anderem der Gutsherr auf Brohm und Cosa, Otto von Rieben (1773–1814) auf der Ritterakademie Brandenburg, mit Schule und Internat. Um die Güter und damit auch Cosa langfristig zu halten, unterstützte sich der Adel untereinander. In einem konkreten Fall geht es um die stolze Summe von 950 Gulden, die die Rieben 1688 wieder an die von Restorff zurückzahlen mussten.
1846 verkaufte Carl Constantin von Rieben das Gut an Wilhelm von Oertzen auf Lübbersdorf. Dieser ließ 1850 ein neues Gutshaus erbauen, aber nicht an der mittelbaren Stelle des Vorgängerbaus/der Vorgängerbauten der Rieben. Um 1896 führt das standardisierte Handbuch des Grundbesitzes für Mecklenburg das Rittergut Cosa mit Friedberg als Lehngut und als Familienfideikommiss des Wilhelm von Oertzen. Die Größe ist mit 476,50 ha beziffert. Im Ort werden dort zugleich vier Erbpachtbauern erwähnt.
Erben von Cosa waren Wilhelm von Oertzen (1890–1981), respektive später eigentlich dessen Sohn Wilhelm Thedwig von Oertzen (1921–2011), der ein hoch anerkannter Historiker wurde und als Familienchronist sowie Journalist agierte.

### Neuzeit
Die Bodenreform vor Ort setzte bereits im Oktober 1945 ein. Um 1947 bestand dann der Gedanke das Gutshaus des Ortes in eine Kulturstätte umzuwandeln, es blieb aber Mehrfamilienhaus. Nach 1990 wurde das Gebäude privatisiert und dient heute als Mutter-Kind-Einrichtung mit dem Namen Cosamia.
Heute ist Cosa ein Ortsteil der Stadt Friedland.

## Geografie und Verkehrsanbindung
Cosa liegt südöstlich des Kernortes Friedland. Unweit westlich verläuft die Kreisstraße K 113 und liegt der Nachbarort Brohm, ebenfalls ein Ortsteil von Friedland. Die Landesstraße L 282 verläuft östlich, die L 281 und die B 197 verlaufen westlich und die A 24 südlich. Westlich und nördlich des Ortes erstreckt sich der Brohmer Stausee mit der Talsperre Brohm und südwestlich das Naturschutzgebiet Eichhorst im Schönbecker Wald.

## Sehenswürdigkeiten

### Baudenkmale
In der Liste der Baudenkmale in Friedland (Mecklenburg) sind für Cosa zwei Baudenkmale aufgeführt, nämlich
- das Gutshaus des ehemaligen Rittergutes (491 ha)[8] mit Park

## Mit Cosa verbundene Persönlichkeiten
- Erhard Großmann (* 1936), Maler und Grafiker
- Wilhelm von Oertzen (1862–1928), Gutsbesitzer auf Cosa, Oberstleutnant a. D.[9]
- Wilhelm von Oertzen (1828–1895), Gutsbesitzer von Cosa, Landrat